# Johannes Jungarå
Johannes Artur Jungarå, född 9 februari 1902 i Jeppo, död 16 januari 1995 i Nykarleby, var en finländsk lantbrukare och politiker.
Jungarå, som var son till lantbrukaren Gustaf Jungarå och Susanna Karolina Back, studerade vid folkhögskola och Korsholms lantmannaskola samt deltog i Hermodskurser. Han blev ordförande i Jeppo kommunalfullmäktige 1952, innehade flera kommunala förtroendeuppdrag, var medlem av statsskattenämnden i Oravais distrikt, i styrelsen för Österbottens svenska producentförbund och dess verkställande utskott. Han representerade Svenska folkpartiet i Finlands riksdag 1958–1966.